# パレスチナ領域

パレスチナ領土の場所

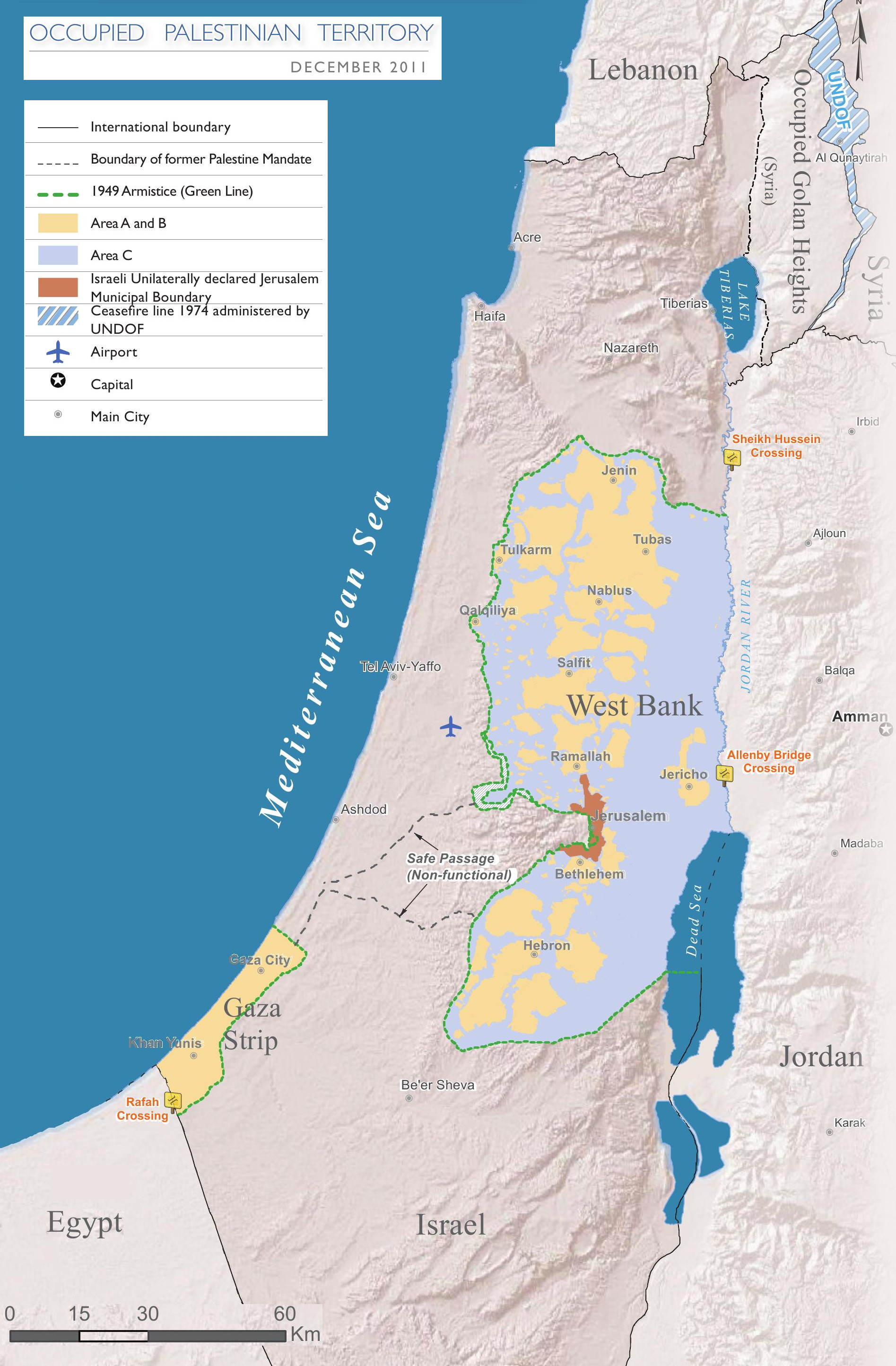
パレスチナ領土（グリーンラインによる定義）

パレスチナ領域（パレスチナりょういき、英語: Palestinian Territories）とは、1967年の六日間戦争以来イスラエルが軍事的に占領してきた元イギリス委任統治領パレスチナの2つの地域、すなわちヨルダン川西岸地区 (東エルサレムを含む) とガザ地区を指す。国際司法裁判所 (ICJ) は東エルサレムを含むヨルダン川西岸を「占領されたパレスチナ領域」と呼んでおり、この用語は 2004年7月の勧告的意見で ICJ による法的定義として使用された。
この「占領されたパレスチナ領域」という用語は、1999年10月から2012年12月までの間、国連やその他の国際機関によって、パレスチナ自治政府によって管理されている地域を指すために使用されていたが、パレスチナが非加盟オブザーバー国の1つとして認められた2012年からは、国連はもっぱらパレスチナ国という名前を使い始めた。欧州連合 (EU) はまた、「占領されたパレスチナ領域」という用語を採用し、「パレスチナ自治政府の領土」も時折使用する。